# Nove (turnê)
N9ve foi a 6° turnê da cantora brasileira Ana Carolina, turnê de suporte aos novos álbuns "N9ve" e "Ana Car9lina + Um", ambos lançados no segundo semestre em 2009. A primeira parte da turnê começou em São Paulo, e até agora, passou pelo Rio Grande do Sul, Rio de Janeiro, Bahia, Ceará, Espírito Santo, Santa Catarina, Goiás e Minas Gerais.
No dia 8 de Abril de 2010, foi anunciado que a turnê ganharia destaque internacional. Ana Carolina levou a turnê a Lisboa e ao Porto, nos dias 2 e 3 de julho de 2010, respetivamente.

## A Turnê
Segundo o jornal 'Diário Online', o repertório foi escolhido a dedo e, inclui todas as canções de "N9ve" e outras antigas como "A Canção Tocou na Hora Errada", "O Avesso dos Ponteiros", "Que se Danem os Nós" e "Nada Pra Mim", além disso, estão canções nunca cantadas por Ana Carolina como, por exemplo, "Bom Dia", de Swami Jr., "Odeio", de Caetano Veloso, entre outros. Contudo, não estão presentes dois grandes sucessos da cantora, "Garganta" e "Quem de Nós Dois".
| “ | Além das inéditas, tive vontade de reler o meu trabalho não somente através do que ficou mais conhecido, mas também de canções que são muito especiais pra mim. | ” |

O show tem direção e cenografia de Bia Lessa e direção musical de Alê Siqueira. Na turnê, Ana Carolina, terá a companhia de Marcelo Costa, na bateria, Leonardo Reis, na percusão e Yura Ranevsky no cello, além de André Rodrigues, baixo, Dirceu Leite, sopros e de Danilo Andrade, nos teclados.
Em agosto de 2011, Ana participará do "Festival Nova Brasil" (é a 2ª edição do maior festival de MPB do país). Junto à cantora, participará mais três atrações.

## Set List
Antes do lançamento de Multishow Registro: Ana Car9lina + Um
1. Intro
2. Que Se Daném os Nós
3. 10 Minutos
4. Hoje Eu Tô Sozinha
5. Era
6. Resta
7. 2 Bicudos
8. 8 Estórias
9. Entreolhares (The Way You’re Looking at Me)
10. Tolerância
11. Traição
12. Corredores
13. Dentro
14. O Avesso dos Ponteiros/Aqui/A Canção Tocou na Hora Errada/É Isso Aí (The Blower's Daughter)
15. Não Quero Mais Saber Dela 1
16. Tá Rindo, É?
17. Ela É Bamba
18. Essa Mulher 2
19. Bom Dia 3
20. Odeio Você 4/Eu Nunca Te Amei Idiota
21. O Cristo de Madeira
22. Rosas
23. Elevador (Livro de Esquecimento)

Depois do lançamento de Multishow Registro: Ana Car9lina + Um
1. Intro
2. Que Se Daném os Nós
3. 10 Minutos
4. Hoje Eu Tô Sozinha
5. Encostar na Tua
6. Era
7. Resta
8. 2 Bicudos
9. 8 Estórias
10. Entreolhares (The Way You’re Looking at Me)
11. Tolerância
12. Mais Que a Mim
13. Traição
14. Corredores
15. Dentro
16. O Avesso dos Ponteiros/Aqui/A Canção Tocou na Hora Errada/É Isso Aí (The Blower's Daughter)
17. Não Quero Mais Saber Dela 1
18. Tá Rindo, É?
19. Ela É Bamba
20. Essa Mulher 2
21. Bom Dia 3
22. Odeio Você 4/Eu Nunca Te Amei Idiota
23. O Cristo de Madeira
24. Rosas
25. Elevador (Livro de Esquecimento)

1 Canção do Fundo de Quintal

2 Canção do Arnaldo Antunes 

3 Canção do Swamir Jr. 

4 Canção do Caetano Veloso

## Aberturas
- Chiara Civello (Brasil)
- Kiko Zambianchi (Brasil)
- Renata Arruda (Brasil)
- Professional Murder Music (España)
- DJ RKK (France)

## Datas
| Data                   | Cidade                | Estado            | País       | Local                                |
| ---------------------- | --------------------- | ----------------- | ---------- | ------------------------------------ |
| América do Sul         |                       |                   |            |                                      |
| 13 de Novembro de 2009 | São Paulo             | São Paulo         | Brasil     | Credicard Hall                       |
| 14 de Novembro de 2009 | São Paulo             | São Paulo         | Brasil     | Credicard Hall                       |
| 15 de Novembro de 2009 | São Paulo             | São Paulo         | Brasil     | Credicard Hall                       |
| 18 de Novembro de 2009 | Porto Alegre          | Rio Grande do Sul | Brasil     | Teatro do Sesi                       |
| 19 de Novembro de 2009 | Joinville             | Santa Catarina    | Brasil     | Centrevntos Cau Hansen 1             |
| 22 de Novembro de 2009 | Pelotas               | Rio Grande do Sul | Brasil     | Teatro Guarany                       |
| 12 de Dezembro de 2009 | Salvador              | Bahia             | Brasil     | Gran Hotel Stella Maris Resort       |
| 15 de Janeiro de 2010  | Rio de Janeiro        | Rio de Janeiro    | Brasil     | Citibank Hall                        |
| 16 de Janeiro de 2010  | Rio de Janeiro        | Rio de Janeiro    | Brasil     | Citibank Hall                        |
| 17 de Janeiro de 2010  | Rio de Janeiro        | Rio de Janeiro    | Brasil     | Citibank Hall                        |
| 22 de Janeiro de 2010  | Rio de Janeiro        | Rio de Janeiro    | Brasil     | Citibank Hall                        |
| 23 de Janeiro de 2010  | Rio de Janeiro        | Rio de Janeiro    | Brasil     | Citibank Hall                        |
| 6 de Fevereiro de 2010 | Goiânia               | Goiás             | Brasil     | Atlânta Music Hall                   |
| África                 |                       |                   |            |                                      |
| 4 de Março de 2010     | Luanda                | Luanda            | Angola     | Casa 70                              |
| 6 de Março de 2010     | Luanda                | Luanda            | Angola     | Cine Atlântico                       |
| América do Sul         |                       |                   |            |                                      |
| 9 de Março de 2010     | Rio de Janeiro        | Rio de Janeiro    | Brasil     | Via Show                             |
| 12 de Março de 2010    | Rio de Janeiro        | Rio de Janeiro    | Brasil     | Morro do Pão de Açúcar               |
| 13 de Março de 2010    | Volta Redonda         | Rio de Janeiro    | Brasil     | Porão Show                           |
| 19 de Março de 2010    | Sete Lagoas           | Minas Gerais      | Brasil     | Estação Brasil                       |
| 20 de Março de 2010    | Belo Horizonte        | Minas Gerais      | Brasil     | Chevrolet Hall                       |
| 1 de Abril de 2010     | Rio de Janeiro        | Rio de Janeiro    | Brasil     | Big Fild                             |
| 9 de Abril de 2010     | São Paulo             | São Paulo         | Brasil     | Credicard Hall                       |
| 10 de Abril de 2010    | São Paulo             | São Paulo         | Brasil     | Credicard Hall                       |
| 11 de Abril de 2010    | São Paulo             | São Paulo         | Brasil     | Credicard Hall                       |
| 17 de Abril de 2010    | Vitória               | Espírito Santo    | Brasil     | Ginásio Alvares Cabral               |
| 24 de Abril de 2010    | Fortaleza             | Ceará             | Brasil     | Siara Hall                           |
| 30 de Abril de 2010    | Sorocaba              | São Paulo         | Brasil     | Instituto Monteiro Lobato            |
| 1 de Maio de 2010      | Divinópolis           | Minas Gerais      | Brasil     | Parque de Exposições 2               |
| 8 de Maio de 2010      | Ribeirão Preto        | São Paulo         | Brasil     | Centro de Eventos Taiwan             |
| 14 de Maio de 2010     | Rio de Janeiro        | Rio de Janeiro    | Brasil     | Citibank Hall                        |
| 15 de Maio de 2010     | Rio de Janeiro        | Rio de Janeiro    | Brasil     | Citibank Hall                        |
| 22 de Maio de 2010     | Manaus                | Amazonas          | Brasil     | Studio 5 Festival Mall Manaus        |
| 26 de Maio de 2010     | Porto Alegre          | Rio Grande do Sul | Brasil     | Teatro do Bourbon Country            |
| 27 de Maio de 2010     | Porto Alegre          | Rio Grande do Sul | Brasil     | Teatro do Bourbon Country            |
| 29 de Maio de 2010     | Londrina              | Paraná            | Brasil     | Teatro Cultura 3                     |
| 19 de Junho de 2010    | Vitória               | Espírito Santo    | Brasil     | Ginásio Alvares Cabral               |
| 26 de Junho de 2010    | Bauru                 | São Paulo         | Brasil     | Alameda Quality Center               |
| Europa                 |                       |                   |            |                                      |
| 30 de Junho de 2010    | Roma                  | Lácio             | Itália     | Hipódromo Capannelle                 |
| 2 de Julho de 2010     | Porto                 | Porto             | Portugal   | Coliseu do Porto                     |
| 3 de Julho de 2010     | Lisboa                | Lisboa            | Portugal   | Alto da Ajuda 4                      |
| 10 de Julho de 2010    | Paris                 | Ilha de França    | França     | Cabaret Sauvage                      |
| 12 de Julho de 2010    | Madrid                | Madrid            | Espanha    | Encenario Puerta Del Ángel           |
| 13 de Julho de 2010    | Barcelona             | Catalunha         | Espanha    | Poble Espanyol                       |
| 15 de Julho de 2010    | Milão                 | Lombardia         | Itália     | Forum di Assago / Area Parking "B"   |
| 16 de Julho de 2010    | Riccione              | Rimini            | Itália     | La Mulata                            |
| América do Sul         |                       |                   |            |                                      |
| 26 de Julho de 2010    | Bauru                 | São Paulo         | Brasil     | Alameda Quality Center 5             |
| 30 de Julho de 2010    | São Paulo             | São Paulo         | Brasil     | Citibank Hall                        |
| 31 de Julho de 2010    | São Paulo             | São Paulo         | Brasil     | Citibank Hall                        |
| 1 de Agosto de 2010    | São Paulo             | São Paulo         | Brasil     | Citibank Hall                        |
| Europa                 |                       |                   |            |                                      |
| 5 de Agosto de 2010    | Açores                | Açores            | Portugal   | Campo Municial da Praia da Vitória   |
| 6 de Agosto de 2010    | Zurique               | Zurique           | Suíça      | Volkshaus Pub                        |
| 8 de Agosto de 2010    | Londres               | Londres           | Inglaterra | Shepherds Bush Empire                |
| América do Sul         |                       |                   |            |                                      |
| 12 de Agosto de 2010   | Rio de Janeiro        | Rio de Janeiro    | Brasil     | Citibank Hall                        |
| 19 de Agosto de 2010   | Barretos              | São Paulo         | Brasil     | Parque do Peão Mussa Calil Neto      |
| 22 de Agosto de 2010   | Rio de Janeiro        | Rio de Janeiro    | Brasil     | Olimpo                               |
| 27 de Agosto de 2010   | Recife                | Pernambuco        | Brasil     | Chevrolett Hall                      |
| 28 de Agosto de 2010   | João Pessoa           | Paraíba           | Brasil     | Domus Hall                           |
| 11 de Setembro de 2010 | Rio de Janeiro        | Rio de Janeiro    | Brasil     | Vivo Rio                             |
| 12 de Setembro de 2010 | Rio de Janeiro        | Rio de Janeiro    | Brasil     | Vivo Rio                             |
| 21 de Setembro de 2010 | São Paulo             | São Paulo         | Brasil     | Jockey Club                          |
| 24 de Setembro de 2010 | São Carlos            | São Paulo         | Brasil     | Espaço Abasc                         |
| 25 de Setembro de 2010 | Ribeirão Preto        | São Paulo         | Brasil     | Centros de Eventos Taiwan            |
| 15 de Outubro de 2010  | Uberaba               | Minas Gerais      | Brasil     | Castelli Master                      |
| 16 de Outubro de 2010  | Uberaba               | Minas Gerais      | Brasil     | Casa do Folclore                     |
| 22 de Outubro de 2010  | Rio de Janeiro        | Rio de Janeiro    | Brasil     | Fundição Progresso                   |
| 28 de Outubro de 2010  | Jaguariúna            | São Paulo         | Brasil     | Domus Hall                           |
| 6 de Novembro de 2010  | São Gonçalo           | Rio de Janeiro    | Brasil     | Vibe Show                            |
| 19 de Novembro de 2010 | Bauru                 | São Paulo         | Brasil     | Recinto Mello de Moraes6             |
| 27 de Novembro de 2010 | São José do Rio Preto | São Paulo         | Brasil     | Clube Monte Líbano                   |
| 7 de Dezembro de 2010  | São João de Meriti    | Rio de Janeiro    | Brasil     | Via Show                             |
| 13 de Agosto de 2011   | São Paulo             | São Paulo         | Brasil     | Arena Anhembi (Festival Nova Brasil) |
| Encerramento da Turnê  |                       |                   |            |                                      |

1 Junto com a "Festa das Flores".
2 Junto com a "Festa da Cerveja".
3 Junto com o "Festival Internacional de Londrina".
4 Junto com ao "Delta Tejo".
5 Junto com ao "Planeta Copa 2010".
6 Apresentação no "SP Onlive Festival".

### Controvérsias
- O show programado para o dia 8 de Maio de 2010, em Ribeirão Preto, foi cancelado. A Organizado do evento, Mac 10 e a LC Eventos, comunicaram que a atitude foi tomada devido a problemas técnicos. O show foi remarcado para o dia 25 de Setembro.

## Críticas
| Críticas profissionais | Críticas profissionais |
| Avaliações da crítica  | Avaliações da crítica  |
| Fonte                  | Avaliação              |
| ---------------------- | ---------------------- |
| [ 7 ]                  | Mauro Ferreira         |

O crítico e blogueiro Mauro Ferreira, disse o cenário criado pela diretora Bia Lessa, faz com que Ana Carolina volte aos seus padrões e paixões.